# Термье, Пьер Мари
Пьер Термье (фр. Pierre Marie Termier; 3 июля 1859[…], 1-й округ Лиона — 23 октября 1930[…], Варс-Альер-э-Риссе) — французский учёный-геолог, профессор минералогии в высшей горной школе в Париже. Основные труды по тектонике, петрографии и описанию горных массивов Европы.
Он описал несколько новых минералов: бета-цоизит (1898), леверьерит (1889), неотанталит (1902). Ш. Фридель в 1901 году назвал его именем глинистый минерал термьерит.

## Биография
Родился 3 июля 1859 года в городе Лион, департамент Роны, Франция.
В 1868—1876 годах учился в колледже города Сан-Шамон (департамент Луары); в 1878—1880 годах продолжил образование в Париже — сначала в школе Сент-Женевьев, затем — в Политехнической школе (1878—1880).
В 1880 году поступил в Высшую национальную горную школу Парижа, где его учителем стал минералог Ф. Э. Маллар.
По окончании обучения Термье был назначен горным инспектором южных департаментов Франции.
В 1883 году переехал в Ниццу, где занимался преподавательской деятельностью. В 1885 году он получил кафедру физики и электротехники в Высшей национальной горной школе Сент-Этьена, позднее стал профессором геологии и минералогии. Из-за внезапной смерти Маллара в 1894 году Пьер-Мари Термье покинул юг Франции и принял кафедру минералогии в Высшей национальной горной школе Парижа. Здесь в 1912 году он получил звание профессора.
В 1914 году Термье был назначен главным горным инспектором. Во время Первой мировой войны был полковником французской артиллерии. К научной деятельности вернулся в 1918 году.
В 1916 году был избран почетным членом Императорского минералогического общества в Санкт-Петербурге.
На 13-й сессии Международного геологического конгресса в Брюсселе (1922 год) Термье был избран вице-президентом и выступил с докладом о достижениях в изучении тектоники Центральной Франции.
Избран в состав Российской академии наук, по результатам голосования 3 января 1925 года общее собрание утвердило решение Отделения физико-математических наук об избрании П. Термье членом-корреспондентом Российской академии наук по разряду физических наук (геология).
Болезнь, начавшаяся у учёного во время экспедиции в Марокко, привела к его смерти 23 октября 1930 года.

## Заслуги
- Франция отметила заслуги своего ученого орденами Почетного легиона (1914 год — офицер, 1927 год — командор).
- В 1909 году Термье был избран членом Академии наук Института Франции по секции минералогии; в 1930 году он занимал пост вице-президента Академии.
- Академия надписей и изящной словесности Института Франции в 1895 году отметила труды П. Термье премией Сентур.
- Пьер-Мари Термье был отмечен премией Прествича за работы по геологии Альп (1903 год) и высшей наградой Общества — премией Годри (1920 год).
- В 1923 году он был избран корреспондентом, в 1929 году — иностранным членом Геологического общества Лондона.
- Корреспондент Геологического общества Америки с 1928 года.